# 物集高量
物集 高量（もずめ たかかず、1879年4月3日 - 1985年10月25日）は、国文学者・作家。「物集 梧水」名義による著作もある。

## 経歴

### 幼少時代
1879年、国学者の物集高見と夏子（旧姓岩田）の長男として東京市神田区駿河台（東京都千代田区神田駿河台）に生まれた。同年7月、父が出羽三山の宮司に任命されたため、1882年夏まで山形県東田川郡手向村（現在の鶴岡市）に育つ。
1882年に帰京し、東京市本郷区弓町（東京都文京区本郷）に住んだ。1883年、父の高見が東京帝国大学講師に就任。1884年、父の教育方針で4歳9ヶ月にして本郷小学校に入れられるが、第1学年で落第を経験。1885年2月3日、はしかを患う。後遺症で骨膜炎となり、終生左脚の自由を失う。療養期に母や姉から疎んじられ、金食い虫と呼ばれる屈辱に耐える。この頃、「絵本通俗三国志」「西遊記」「漢楚軍談」などを耽読。1889年11月、母と姉が相次いで病死。1891年に継母を迎える。

### 郁文館中学時代
脚が悪いため小学校には通わず、私塾で数学、英語、漢文を学んだ。1893年10月15日、体操の授業を免除する条件で旧制郁文館中学校に入学。教師の一人に土井晩翠がいた。私塾からの入学者であったり、身体が不自由であることから、同級生の一人から下校時に突き飛ばされ踏み倒されるといういじめをたびたび受けたが、大きなグループに属しているといじめを受けないということを発見し、仲間を集めて回覧雑誌『木の葉天狗』を発行、自らも小説を書いた。このころからの友人に、石原純や三宅恒方がいる。1896年頃、一部の友人らの影響で稚児趣味に染まる。1897年、同人仲間の紹介で二葉亭四迷と面会。同年、稚児趣味を持つ少年グループ同士の乱闘に参加し、警視庁谷中警察署に補導される。退学処分は辛うじて免れた。
1898年、中学を16番の成績で卒業。国民英学会と正則英語学校に通学して英語を学び受験対策を立てたが、第一高等学校受験に失敗。その影響で、神経衰弱となる。1年間の浪人時代に「面影」「お杉」「稲荷屋」などの小説を書き、『文庫』『新声』といった雑誌に掲載された。

### 第三高等学校時代
1899年、第三高等学校第一部文科乙類に入学。同年、父が東京帝国大学を退官させられた。三高では野々村直太郎、南日恒太郎、坂口昂、前川亀次郎らから教えを受けた。同級には阪倉篤太郎（のち三高校長）、浜田耕作（のち京大総長）らがいた。在学中、小説「闇」を「中学文壇」に投稿し、第3等に入選。このことがきっかけとなり、長篇小説「女太夫」を「富士新聞」に連載する。ただし、原稿料はなかった。1902年6月、三高を卒業。

### 東京帝国大学時代
1902年9月11日、父の意向で東京帝国大学文学部国史科に入学。三上参次や萩野由之、田中義成、黒板勝美、ラファエル・フォン・ケーベル、小泉八雲らの教えを受けた。しかし、学問よりビリヤードに熱中し、1903年に大学を中退して作家になることを考えて江見水蔭に入門を申し込んだが、文筆で生計を立てることの難しさを説かれて断念する。次いで新派俳優の藤沢浅二郎の座付役者になることを企てるが、同級生の小山内薫から忠告を受けてやはり断念した。
1905年、博文館発行の『女学世界』に女学生向けの小説「秋の江」を発表して初めて原稿料5円を得た。『女学世界』主宰者松原二十三階堂（本名・松原岩五郎）の世話で横山源之助、塚越佇春、河岡潮風、二葉亭四迷たちに会う。同年、東京帝国大学国史科を卒業。卒業論文は「祭神の分布」。国史学には最後まで興味を持てなかったという。

### 大学卒業以降
大学在学中の1904年から日本淑女学校校主の田中秀穂に依頼されて同校で無給の講師を務めていたが、1905年5月、田中から経営難につき学校を譲りたいとの申し出を受けて、同校校主となった。しかし同校大学部国文科2年生のSと恋に落ち、このことが学内で問題視されて休職。このころ、Sとの恋を強姦事件として「二六新報」に報じられて将来を絶望し、Sと共に大宮で心中を企てるが、友人吉野作造に止められて未遂に終わる。この後、Sとは離別。1905年末、日本淑女学校の設備が文部省の定める基準を満たしていないことが判明し、同校は閉鎖に追い込まれた。
1905年年11月、毎日新聞社 への入社を望んで父・高見の知人の大隈重信に面会し、田中穂積に口を利いてもらったが不採用に終わった。1906年、朝日新聞の第1回懸賞小説に「罪の命」と題する小説を応募。比叡山中学校在職中に第一席当選の報を受け、賞金500円（2006年現在の1000万円以上）を獲得。しかしこの賞金は父に全額持って行かれ、研究費に使われてしまった。しかし、この懸賞入選が縁となって、1907年、大阪朝日新聞社に入り、夏目漱石「虞美人草」の連載などを担当。1908年、父の助言で退社し、忠文舎という出版社の設立に参加したが、事業は不調。同年、馬賊の頭目であった王国立と親交を結ぶ。将来満洲を支配すると断言した王により、その暁には物集を文部大臣に任命すると約される。この年に初めて見合い結婚して所帯を持つが、花嫁がかわらけだったために夫婦生活が齟齬を来たし、翌年には妻に逃げられた。1909年、スリの親分“湯島の吉”に弟子入りを志願したが、脚が悪いので断られた。このころ、博打や女遊びや稚児遊びに興じ、久松の賭場を潰す。
1910年、実業之日本社の寵児芦川忠雄を知り、芦川のゴーストライターを務めて生計を立てる。同年、英文学者村井知至と共に西洋笑話を翻訳した。1912年、松原二十三階堂の世話で博文館に入社。同年、物集家の侍女でいとこの矢崎八重と世帯を持つ。しかし結婚後も女遊びは止まず、八重も相撲取りのタニマチとなり、夫婦は離縁や復縁を繰り返した。1913年、博文館を退社して著述業に入ったが賭博癖止み難く、借金をして債権者に追われた。
1915年、父の高見が病気で倒れたため、父の「広文庫」「群書索引」編纂事業に協力する。「広文庫」「群書索引」の刊行により、ようやく生活が安定したが、この間も花札賭博に熱中し、同じくギャンブル好きの妻とともに1923年には花札賭博の罪で警視庁に逮捕勾留された。留置場で3日間を送り、検察庁で取調べを受ける当日に関東大震災に遭遇。賭博罪では不起訴処分となった。

### 戦中戦後
1939年には多額の借金により差し押さえ処分を受けた。1950年には多摩川沿岸で遊泳者相手に脱衣休憩所を営んだが商売に失敗する。同年10月、妻の弟の矢崎寧之の板橋区の家作に転居、1951年からは生活保護を受けた。1953年、「内外タイムス」文芸欄に矢崎まゆみという筆名で投稿、しばしば入選する。1954年には「実話読物」誌に連載を持つが、質屋の利子の支払いに追われて苦しい生活を送った。1956年からクイズに熱中し、数度にわたって賞金や賞品を獲得する。このクイズ熱は90歳代まで続いた。1957年に妻の八重が病死した。八重の甥である矢崎泰久夫婦と同居するが、泰久の新妻に手を出し、妻は実家に帰ったまま戻らなかった。1964年、折伏を受けて創価学会に入信させられたが半年で脱退した。

### 晩年
1974年、名著普及会が「広文庫」「群書索引」を復刊、これによりやや経済的に潤う。このため、1976年、生活保護の打ち切りが決定した。
1979年、100歳の折に著書『百歳は折り返し点』を上梓。同書は120万部のベストセラーとなった。同年11月30日、『徹子の部屋』に1000回目のゲストとして出演した。特別出演の久米宏に「昔はね、色男、金と力はなかりけり、って言ってね、あなたは、現代の色男の標本だ。私は昔のハンサムボーイ、これから、私のライバルはあなただ（笑）」と発言。また、「長生きするには恋をするのがいい。私は33人目の恋人と恋愛中」「200歳 まで生きるつもり」と豪語し、話題を呼んだ。天文学に興味を示し、時間の起源を研究したいとも述べた。
105歳で体調を崩して板橋区の老人施設に収容されたが、老衰で死去する前日、若い看護婦のスカートに手を入れて婦長から叱責された。106歳で逝去した時は、東京都内の男性で最も長命だったことから、当時の東京都知事鈴木俊一が弔辞を読んだ。墓所は東京都豊島区の雑司ヶ谷霊園にある。

## 受賞
- 1976年：東京作家クラブ賞を受賞。

## 家族・親族
- 父：物集高見（国学者）
- 妹：大倉燁子（小説家）
- 妹：物集和子（小説家）
- 妹：物集千代子。息子は国粋大衆党の兵庫県本部長の物集恭次郎[6]、恭次郎の娘は女優の早瀬久美（本名物集久美子）。
- 妻：矢崎八重。弟は矢崎寧之で、その息子はジャーナリストの矢崎泰久。

なお、推理作家の物集高音の名は筆名であり、血縁関係はない。

## 著作
著書
- 『白河楽翁公：教訓道話』盛陽堂 1910
- 『徳川勤倹物語』精華堂 1910
- 『聖賢遺訓：青年修養』精華堂 1911
- 『自然と趣味』嵩山房 1912
- 『日本歴史絵物語』嵩山房 1913
- 『元亀天正』嵩山房 1914
- 『史談史蹟国史の華』帝国図書普及会 1917
- 『田園生活年中行事』嵩山房 1918
- 『英雄の奇蹟的行動』広文庫刊行会 1922
- 『いろは辞典：文部省新定常用漢字』清文社 1924
- 『田園雑記』弥生書院 1924
- 『百歳は折り返し点：軽妙な筆舌と書きおろし自伝』日本出版社 1979
- 『続・百歳は折り返し点』日本出版社 1980
- 『百三歳。本日も晴天なり：人生懐古・勿忘草 元気な百三歳が明かす長寿の秘訣』日本出版社 1982

共編著
- 『美文辞彙 散文韻文』長連恒共編、博文館 1906
- 『現代名士の青年訓』加藤教栄共編、大学館 1911
- 『国民修養訓：通俗教育』村田天籟共編、朝野書店 1911
- 『新撰日本歴史辞典』編、弘学館ほか 1912
- 『日本歴史歌譚：国民教育』村田天籟共著、東亜堂 1912
- 『新式作文大辞典』蘇武利三郎共編、文成社 1913
- 『学生の修養』村田天籟共編、駸々堂 1914
- 『草字彙』編、帝国図書普及会 1916
- 『群書索引』(全3冊) 物集高見共著、名著普及会 1976
- 『広文庫』(全20冊) 物集高見共著、名著普及会 1976-1977
- 『百歳の青年二人、大いに語る』今岡信一良共著、竹井出版(致知選書) 1984

校注
- 『源氏物語』物集高見監修、廣文庫刊行會(日本文學叢書) 1918
- 『校註日本文学叢書』広文庫刊行会 1918-1919

1. 第4巻 『竹取物語／伊勢物語／大和物語／落窪物語／土佐日記／蜻蛉日記』
2. 第5巻 『紫式部日記／和泉式部日記／更科日記／十六夜日記／枕草紙／方丈記／徒然草』
3. 第7巻 『古事記／大鏡・水鏡』
4. 第10巻 『神皇正統記／梅松論／読史余論』

- 『新釈日本文学叢書』日本文学叢書刊行会　1922-23

1. 第6巻　『万葉集／古今和歌集』
2. 第8巻 『今鏡・増鏡』
3. 第9巻 『平家物語』
4. 第11巻 『謡曲百番』
5. 第12巻 『奥の細道／鶉衣／芭蕉七部集／蕪村七部集』

- 『日本外史 註釈校刻』頼山陽著、有宏社　1929